# James G. Scripps
Pour les articles homonymes, voir Scripps.
James G. Scripps était un journaliste et patron de presse américain, fils d'Edward Willis Scripps (1854-1926), dirigeant de l'Empire de presse Scripps-Howard.